# U-468 (tàu ngầm Đức)
U-468 là một tàu ngầm tấn công  Lớp Type VII thuộc phân lớp Type VIIC được Hải quân Đức Quốc Xã chế tạo trong Chiến tranh Thế giới thứ hai. Nhập biên chế năm 1942, nó đã thực hiện được ba chuyến tuần tra và đánh chìm được một tàu buôn tải trọng 6.537 GRT. Trong chuyến tuần tra cuối cùng, U-468 bị một máy bay ném bom B-24 Liberator của Không quân Hoàng gia Anh thả mìn sâu đánh chìm trong Đại Tây Dương vào ngày 11 tháng 8, 1943.

## Thiết kế và chế tạo

### Thiết kế

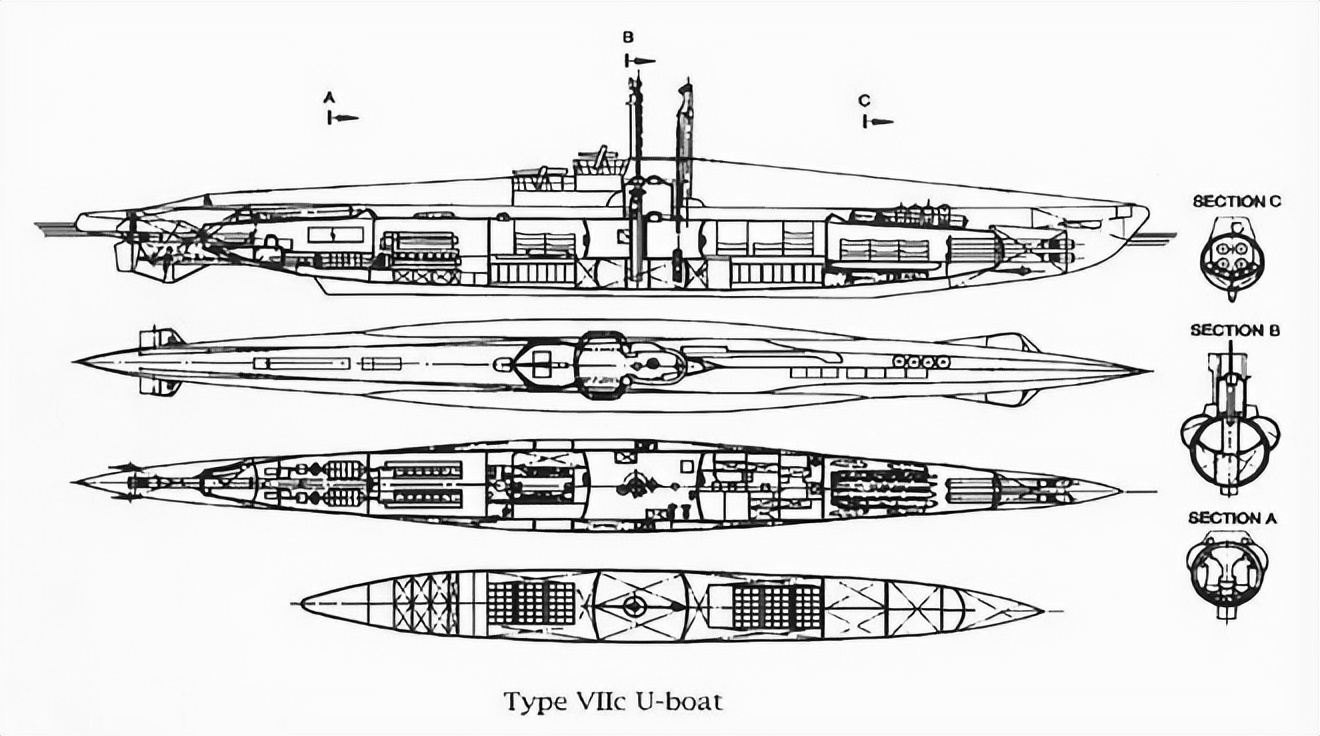
Sơ đồ các mặt cắt một tàu ngầm Type VIIC

Phân lớp VIIC của Tàu ngầm Type VII là một phiên bản VIIB được kéo dài thêm. Chúng có trọng lượng choán nước 769 t (757 tấn Anh) khi nổi và 871 t (857 tấn Anh) khi lặn). Con tàu có chiều dài chung 67,10 m (220 ft 2 in), lớp vỏ trong chịu áp lực dài 50,50 m (165 ft 8 in), mạn tàu rộng 6,20 m (20 ft 4 in), chiều cao 9,60 m (31 ft 6 in) và mớn nước 4,74 m (15 ft 7 in).
Chúng trang bị hai động cơ diesel Germaniawerft F46 siêu tăng áp 6-xy lanh 4 thì, tổng công suất 2.800–3.200 PS (2.100–2.400 kW; 2.800–3.200 bhp), dẫn động hai trục chân vịt đường kính 1,23 m (4,0 ft), cho phép đạt tốc độ tối đa 17,7 kn (32,8 km/h), và tầm hoạt động tối đa 8.500 nmi (15.700 km) khi đi tốc độ đường trường 10 kn (19 km/h). Khi đi ngầm dưới nước, chúng sử dụng hai động cơ/máy phát điện Garbe, Lahmeyer & Co. RP 137/c  tổng công suất 750 PS (550 kW; 740 shp). Tốc độ tối đa khi lặn là 7,6 kn (14,1 km/h), và tầm hoạt động 80 nmi (150 km) ở tốc độ 4 kn (7,4 km/h). Con tàu có khả năng lặn sâu đến 230 m (750 ft).
Vũ khí trang bị có năm ống phóng ngư lôi 53,3 cm (21 in), bao gồm bốn ống trước mũi và một ống phía đuôi, và mang theo tổng cộng 14 quả ngư lôi, hoặc tối đa 22 quả thủy lôi TMA, hoặc 33 quả TMB. Tàu ngầm Type VIIC bố trí một hải pháo 8,8 cm SK C/35 cùng một pháo phòng không 2 cm (0,79 in) trên boong tàu. Thủy thủ đoàn bao gồm 4 sĩ quan và 40-56 thủy thủ.

### Chế tạo
U-468 được đặt hàng vào ngày 15 tháng 8, 1940, và được đặt lườn tại xưởng tàu của hãng Deutsche Werke AG ở Kiel vào ngày 1 tháng 7, 1941. Nó được hạ thủy vào ngày 16 tháng 5, 1942, và nhập biên chế cùng Hải quân Đức Quốc Xã vào ngày 12 tháng 8, 1942 dưới quyền chỉ huy của Hạm trưởng, Trung úy Hải quân Klemens Schamong.

## Lịch sử hoạt động
Sau khi hoàn tất việc huấn luyện trong thành phần Chi hạm đội U-boat 5, U-468 được điều sang Chi hạm đội U-boat 3 từ ngày 1 tháng 2, 1943 để hoạt động trên tuyến đầu cho đến khi bị mất.

### Chuyến tuần tra thứ nhất
đến Bergen, Na Uy
U-468 khởi hành từ cảng Kiel, Đức vào ngày 28 tháng 1, 1943 cho chuyến tuần tra đầu tiên trong chiến tranh, với một chặng dừng ngắn tại cảng Kristiansand, Na Uy. Nó tiến ra Bắc Hải, rồi băng qua khe GI-UK giữa quần đảo Faroe và Iceland để vòng qua quần đảo Anh và hoạt động trong khu vực giữa Bắc Đại Tây Dương. Vào ngày 12 tháng 3, chiếc tàu ngầm phóng ngư lôi tấn công tàu chở dầu Anh Empire Light 6.537 GRT thuộc Đoàn tàu ONS-168, vốn đã bị hư hại sau khi trúng ngư lôi từ tàu ngầm U-638 từ ngày 7 tháng 3, và những người sống sót đã bỏ tàu. Empire Light bị U-468 đánh chìm ở vị trí về phía Nam Greenland, tại tọa độ 53°57′B 46°14′T / 53,95°B 46,233°T.
Chỉ hai ngày sau đó 14 tháng 3, trong khi theo dõi Đoàn tàu ONS-170 ở vị trí về phía Đông Newfoundland, U-468 bị tàu corvette Anh HMS Gentian thả mìn sâu tấn công trong nhiều giờ liên tục, nên bị mất dấu đoàn tàu. Chiếc tàu ngầm kết thúc chuyến tuần tra khi quay trở về cảng La Pallice tại La Rochelle bên bờ Đại Tây Dương của Pháp đã bị Đức chiếm đóng, đến nơi vào ngày 27 tháng 3.

### Chuyến tuần tra thứ hai
U-468 xuất phát từ cảng La Pallice vào ngày 19 tháng 4 cho chuyến tuần tra thứ hai để tiếp tục hoạt động trong khu vực giữa Bắc Đại Tây Dương. Lúc 08 giờ 35 phút ngày 22 tháng 5, nó bị một máy bay ném bom-ngư lôi TBF Avenger thuộc Liên đội VC-9 xuất phát từ tàu sân bay hộ tống Hoa Kỳ USS Bogue tấn công. Không đầy một giờ sau đó một chiếc TBF Avenger khác cùng thuộc Bogue tấn công, khiến chiếc U-boat bị hư hại. Đến 15 giờ 57 phút, nó tiếp tục bị máy bay thuộc Liên đội 819 Không lực Hải quân Hoàng gia tấn công lần thứ ba. Hoả lực phòng không của chiếc tàu ngầm đã chống trả nhưng không bắn trúng mục tiêu. Những hư hại chiếc U-boat chịu đựng buộc nó phải kết thúc chuyến tuần tra và quay trở về La Pallice vào ngày 29 tháng 5.

### Chuyến tuần tra thứ ba – Bị mất
U-468 lại khởi hành từ cảng La Pallice vào ngày 7 tháng 7 cho chuyến tuần tra thứ ba, cũng là chuyến cuối cùng, để tiếp tục hoạt động trong Đại Tây Dương ngoài khơi bờ biển Tây Phi. Vào ngày 11 tháng 8, ở vị trí về phía Tây Nam Dakar, Sénégal, nó bị một máy bay ném bom B-24 Liberator thuộc Liên đội 200 Không quân Hoàng gia Anh (với đội bay người New Zealand) tấn công. Hỏa lực phòng không của chiếc tàu ngầm đã bắn trúng chiếc B-24 khiến nó bốc cháy, nhưng chiếc máy bay vẫn tiếp tục đợt tấn công và thả sáu quả mìn sâu trước khi rơi xuống biển, khiến toàn bộ tám thành viên đội bay đều tử trận. Hai quả mìn sâu rơi xuống gần tàu đã đánh chìm U-468 chỉ trong vòng mười phút, tại tọa độ 12°20′B 20°07′T / 12,333°B 20,117°T.
44 thành viên thủy thủ đoàn của U-468 đã tử trận, chỉ có hạm trưởng cùng sáu thủy thủ sống sót. Họ lênh đênh trên một bè cứu sinh rơi ra từ chiếc B-24 mãi cho đến ngày 13 tháng 8, khi được tàu corvette Anh HMS Clarkia cứu vớt và bị bắt làm tù binh chiến tranh. Dựa trên lời khai của các tù binh, Trung úy phi công Lloyd Allan Trigg thuộc Không quân Hoàng gia New Zealnd được truy tặng Huân chương Chữ thập Victoria. Đây là lần duy nhất huân chương này được trao tặng dựa trên lời khai của binh lính đối phương, và là lần đầu tiên được trao tặng cho một hoạt động chống tàu ngầm.

### "Bầy sói" tham gia
U-468 từng tham gia chín bầy sói:
- Ritter (11 – 26 tháng 2, 1943)
- Burggraf (4 – 5 tháng 3, 1943)
- Raubgraf (7 – 16 tháng 3, 1943)
- Amsel (29 tháng 4 – 3 tháng 5, 1943)
- Amsel 3 (3 – 6 tháng 5, 1943)
- Rhein (7 – 10 tháng 5, 1943)
- Elbe 1 (10 – 14 tháng 5, 1943)
- Mosel (19 – 23 tháng 5, 1943)
- Không tên (11 – 29 tháng 7, 1943)

### Tóm tắt chiến công
U-468 đã đánh chìm được một tàu buôn tải trọng 6.537 GRT :
| Ngày             | Tên tàu      | Quốc tịch      | Tải trọng | Số phận      |
| ---------------- | ------------ | -------------- | --------- | ------------ |
| 12 tháng 3, 1943 | Empire Light | United Kingdom | 6.537     | Bị đánh chìm |